# 趙臺
趙臺（？—1647年），順天府大興縣人，明朝、南明政治人物。

## 生平
趙臺家族世襲錦衣衛指揮使，獲授營繕主事，監管臨清磚廠；外任南寧通判，累遷知左江副使、廣西布政使。他為人聰明敏銳有才幹，了解土司心理。永曆元年（1647年），永曆帝到達南寧，以潯州、南寧距離行在較近，廣西巡撫駐地卻在桂林，軍政要事奏章來往不便，於是陞趙臺為副都御史，巡撫南寧、太平、雷州、廉州，兼當值宮城食饌。當時李雅、徐彪等流寇盤據山上，他和陳邦傅討伐失敗；不久永曆帝東進肇慶，加他官為兵部尚書留守，中軍趙弘源在永淳搶劫侯性軍資和男女，他不理會。
陳邦傅曾為其兒子陳曾禹迎娶他的女兒，之後趙臺得知陳邦傅投降清朝，因此撕破婚約；陳曾禹帶兵攻打南寧，他固守兩個月後無法支持，不得已開城哭著讓女兒出來嫁給陳曾禹，他自己則逃入山中，很快去世。

## 引用
1. 1 2  錢海岳《南明史·卷六十二·列傳第三十八》：趙臺，大興人。世襲錦衣指揮。授營繕主事，督理臨清塼廠。出為南寧通判，累遷知左江副使、廣西布政使。為人明敏有才幹，探得土司心。昭宗幸南寧，以潯南行在近地，巡撫遠在桂林，軍國要政，往返奏請不便，擢臺副都御史，巡撫南太雷廉，兼直大內食饌。時李雅、徐彪羣盜滿山，與陳邦傅討之失利。上東幸肇慶，加兵部尚書留守。中軍趙弘源劫侯性於永淳，畧其男婦，不問。
2. ↑  明季南略·卷十三：（永曆）戊子……「粵事記」云：「三月初十日，永曆入南寧府；加守道趙台巡撫銜，令耑直大內食饌。……」
3. ↑  錢海岳《南明史·卷六十二·列傳第三十八》：初邦傅為子曾禹納其女，臺見其肆逆，背約絕之。曾禹引兵攻南寧，力拒二月不支，不得已開城涕泣出女，遁入山中，未幾卒。